# Кокорев, Евгений Михайлович
Евгений Михайлович Кокорев (2 декабря 1940, село Н.-Усад Горьковской области, РСФСР, СССР — 4 октября 2013) — советский и российский учёный, политический деятель, ректор Магаданского государственного педагогического института > Международного педагогического университета, ректор и президент Северного международного университета > Северо-Восточного государственного университета, депутат Государственной Думы ФС РФ первого созыва (1993—1995), советник губернатора Магаданской области по вопросам высшей школы и науки, доктор философских наук, профессор, член-корреспондент Российской академии образования (1992).

## Биография
В 1964 году получил высшее образование по специальности «история» в Горьковском государственном университете. В 1968 году получил специальность «экономист» окончив Всесоюзный заочный финансово-экономический институт. В 1973 году окончил аспирантуру ИСИ Академии наук СССР. В 1973 году защитил диссертацию на соискание ученой степени кандидата философских наук.
С 1980 по 1992 год работал в Магаданском государственном педагогическом институте (в 1992 году — Международный педагогический университет) проректором по учебной и научной работе, с 1992 года работал ректором.
В 1993 году избран депутатом Государственной думы Федерального Собрания Российской Федерации первого созыва от Магаданского одномандатного избирательного округа № 104. В Государственной думе был членом Комитета по образованию, культуре и науке, входил в депутатскую группу «Новая региональная политика».
С 1998 года — президент Северного международного университета (с 2007 года — Северо-Восточный государственный университет).
С 2004 года работал советником губернатора Магаданской области по вопросам высшей школы и науки.
С 2008 по 2010 год член Общественной палаты РФ, член комиссии по формированию здорового образа жизни, спорту и туризму.

## Награды и звания
- Орден Дружбы[3]
- Медаль К. Д. Ушинского[3]
- Знак «За отличные успехи в области высшего образования»[3]
- Звание «Почетный гражданин города Магадана»[3]